# 高村光太郎
高村 光太郎（たかむら こうたろう、1883年〈明治16年〉3月13日 - 1956年〈昭和31年〉4月2日）は、日本の詩人・歌人・彫刻家・画家。本名は高村 光太郎（たかむら　みつたろう）。父は彫刻家の高村光雲。
日本を代表する彫刻家であり画家でもあったが、今日にあって『道程』『智恵子抄』などの詩集が著名で、教科書にも多く作品が掲載されており、日本文学史上、近現代を代表する詩人として位置づけられる。著作には評論や随筆、短歌もあり能書家としても知られる。弟が2人おり下の弟は鋳金家の高村豊周。甥（豊周の息子）は写真家の高村規である。父である高村光雲などの作品鑑定も多くしている。

## 生涯
東京府東京市下谷区下谷西町三番地（現：東京都台東区東上野一丁目、二丁目付近）出身。
1883年（明治16年）に彫刻家の高村光雲の長男として生まれ、練塀小学校（現：台東区立平成小学校）に入学。1896年（明治29年）3月、下谷高等小学校卒業。同年4月、共立美術学館予備科に学期の途中から入学し、翌年8月、共立美術学館予備科卒業。
1897年（明治30年）9月、東京美術学校（現：東京芸術大学美術学部）彫刻科に入学。文学にも関心を寄せ、在学中に与謝野鉄幹の新詩社の同人となり『明星』に寄稿。1902年（明治35年）に彫刻科を卒業し研究科に進むが、1905年（明治38年）に西洋画科に移った。
父の光雲から留学資金2000円を得て、1906年（明治39年）3月よりニューヨークに1年2か月留学、アメリカでは、繁華なニューヨークの厳しい生活の中で「どう食を求めて、どう勉強したらいいのか、まるで解らなかった」と不安で悩んでいる時にメトロポリタン美術館で、運命的に彫刻家ガットソン・ボーグラムの作品に出会った。感動した光太郎は熱心な手紙を出し、薄給ではあったが助手となり師事した。このようにして昼は働き、夜はアート・スチューデンツ・リーグの夜学に通って学んだ。その後ロンドンに1年1か月、パリに1年滞在し、1909年（明治42年）6月に帰国した。
帰国後の光太郎は、旧態依然とした日本美術界に不満を持ち、ことごとに父に反抗し東京美術学校の教職も断った。パンの会に参加し『スバル』などに美術批評を寄せた。
明治末期の1910年4月に『白樺』が創刊、武者小路実篤らとの交友も始まり「ロダンの言葉」訳などを寄稿している。同年に芸術の自由を宣言した評論「緑色の太陽」を発表、神田淡路町に日本初の画廊「瑯玕洞」を開店する。この頃を振り返って光太郎は「当時日本に勃興したスバル一派の新文学運動に加はつたりしてゐたと同時に、遅蒔の青春が爆発して、北原白秋氏、長田秀雄氏、木下杢太郎氏などとさかんに往来してかなり烈しい所謂耽溺生活に陥つてゐた。不安と焦躁と渇望と、何か知られざるものに対する絶望とでめちやめちやな日々を送り、遂に北海道移住を企てたり、それにも忽ち失敗したり、どうなる事か自分でも分らないやうな精神の危機を経験してゐた時であつた」と回想している。

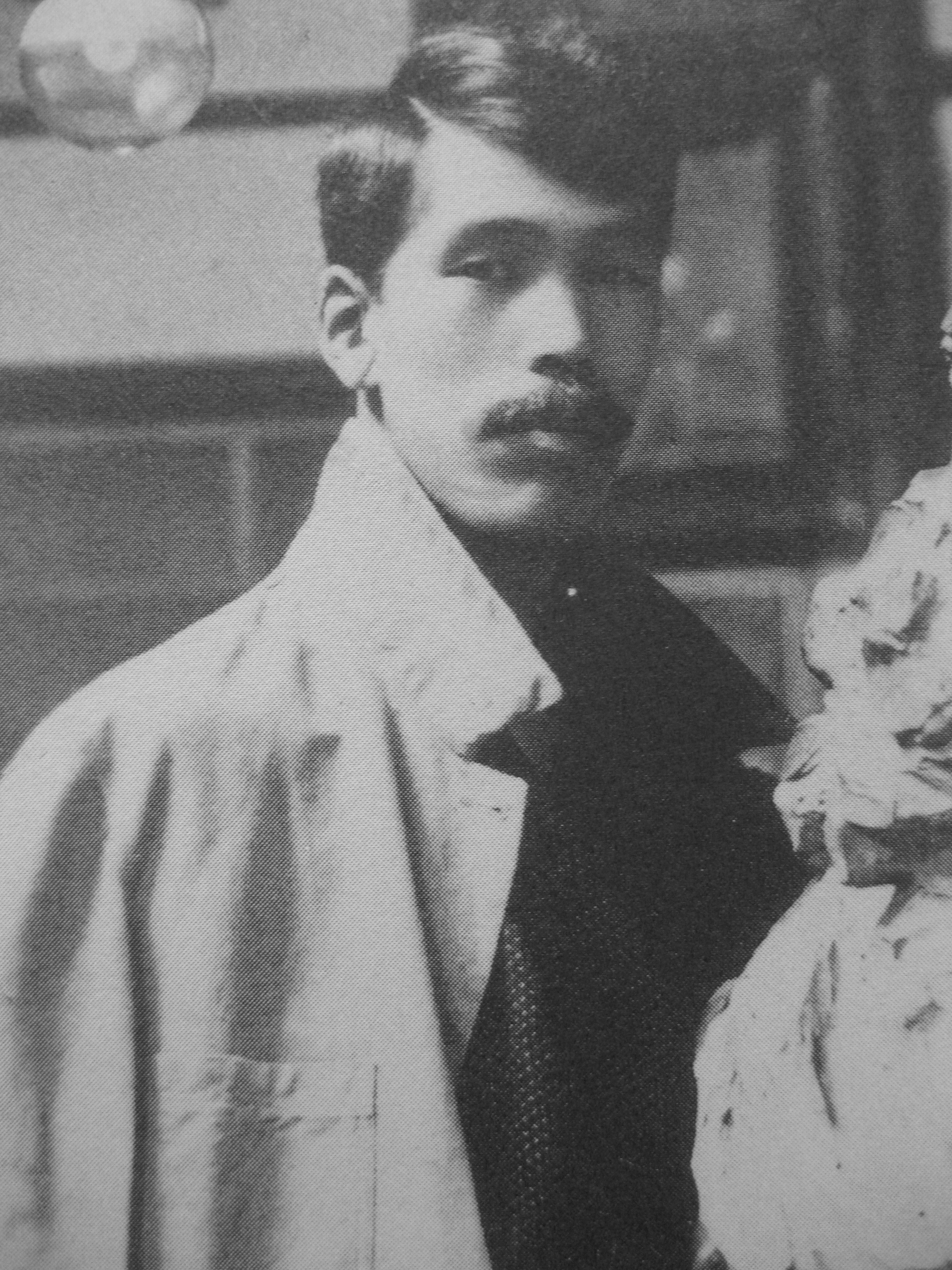
29歳の頃に撮影された肖像写真

1912年（明治45年）、駒込林町にアトリエを建てた。この年、岸田劉生らと結成した第一回ヒュウザン会展に油絵を出品。1914年（大正3年）10月15日に詩集『道程』を出版。同年、長沼智恵子と結婚。1916年（大正5年）、塑像「今井邦子像」制作（未完成）。この頃ブロンズ塑像「裸婦裸像」制作。1918年（大正7年）、ブロンズ塑像「手」制作。1926年（大正15年）、木彫「鯰（なまず）」制作。1929年（昭和4年）に福島の智恵子の実家が破産、この頃から智恵子の健康状態が悪くなり、のちに統合失調症を発病した。1938年（昭和13年）に智恵子と死別、1941年（昭和16年）8月20日に詩集『智恵子抄』を出版した。
同年12月8日真珠湾攻撃により太平洋戦争（大東亜戦争）が始まり、「この日世界の歴史あらたまる。アングロサクソンの主権、この日東亜の陸と海とに否定さる」と記した「記憶せよ、十二月八日」を発表、賞賛した戦争協力詩を多く発表、戦意高揚に努め日本文学報国会詩部会長も務めた。戦時歌謡曲「歩くうた」作詞（作曲は飯田信夫）も行った。1942年（昭和17年）4月に詩「道程」で第1回帝国芸術院賞受賞。1942年に与謝野晶子が没し、青山斎場で行われた告別式で弔辞を読んだ。
1945年（昭和20年）4月の東京大空襲でアトリエと共に多くの彫刻やデッサンが焼失。同年5月、岩手県花巻町（現：花巻市）の宮沢清六（宮沢賢治の実弟で、賢治の実家）方に疎開。しかし、同年8月には宮沢家も花巻空襲で被災し、辛うじて助かる。
1945年8月17日、終戦には「一億の号泣」を『朝日新聞』に発表。終戦後の同年10月、花巻郊外の稗貫郡太田村山口（現：花巻市）に粗末な小屋を建てて移住、約7年間の独居自炊の生活を送る。戦争中に多くの戦争協力詩を作ったことへの自責自省の念によるものだった。これにより没するまで肺結核に苦しむようになる。この小屋は現在「高村山荘」として保存公開され、近隣に「高村記念館」がある。
1950年（昭和25年）、戦後に書かれた詩を集め『典型』を出版。翌年に第2回読売文学賞を受賞。1952年（昭和27年）、青森県より十和田湖畔に建立する記念碑の作成を委嘱され、これを機に花巻から東京都中野区桃園町（現・東京都中野区中野三丁目）のアトリエに転居し、記念碑の塑像（裸婦像）を制作。この像は「乙女の像」として翌年完成した。1956年1月、光太郎最後の詩「生命の大河」を新聞に発表。
1956年（昭和31年）4月2日3時40分、自宅アトリエにて肺結核のために死去した。73歳没。墓所は染井霊園。戒名は光珠院殿顕誉智照居士。この光太郎の命日（4月2日）は、生前アトリエの庭に咲く連翹（れんぎょう）の花を好んでおり、彼の告別式で棺の上にその一枝が置かれていたことから連翹忌と呼ばれている。
生前から光太郎との親交が厚かった草野心平は光太郎の死を受けて翌4月3日付の『朝日新聞』に「高村光太郎死す」と題する詩を寄稿した。なお「高村光太郎死す」は新潮文庫版『智恵子抄』の解説で心平が生前の光太郎との交流について綴ったエッセイ「悲しみは光と化す」及び、1969年に刊行された心平のエッセイ集『わが光太郎』にも収録されている。

## 妻・智恵子との結婚生活
1914年（大正3年）に智恵子と結婚して以来24年に亙った結婚生活は光太郎にとって「なまなましい苦闘」の日々であった。
もともと油絵を志した彼女だったが、自信を持って文展に出展した作品が落選したこと、そして光太郎の創作活動を支えるため、徐々に自分の創作活動を控えて家事に専念するようになったことで自らの油絵の研鑽に行き詰まり、やがて油絵製作に絶望する。更に彼女の郷里・二本松の大火、実父の死去、それに続く実家の破産が心痛苦慮に一層の拍車をかけ、1932年（昭和7年）の催眠薬アダリンによる自殺未遂へと至る。その後の智恵子は一進一退の時期が続くが、しだいに幻覚が現れ、更には意識もぼんやりするようになり、光太郎が智恵子の食事や入浴などの介助をするようになる。
当初更年期の諸症状とみた光太郎は智恵子を九十九里海岸の親族のもとに転地療養させたことで身体は丈夫になり朦朧状態こそ脱したが、精神の変調はむしろ進んだ。1934年（昭和9年）には父・高村光雲が死去、その遺産を智恵子の療養費に充てるようになる。そして智恵子を再びアトリエに引きとったが、彼女の病勢は「まるで汽缶車のように驀進」し、狂暴行為へと進む。

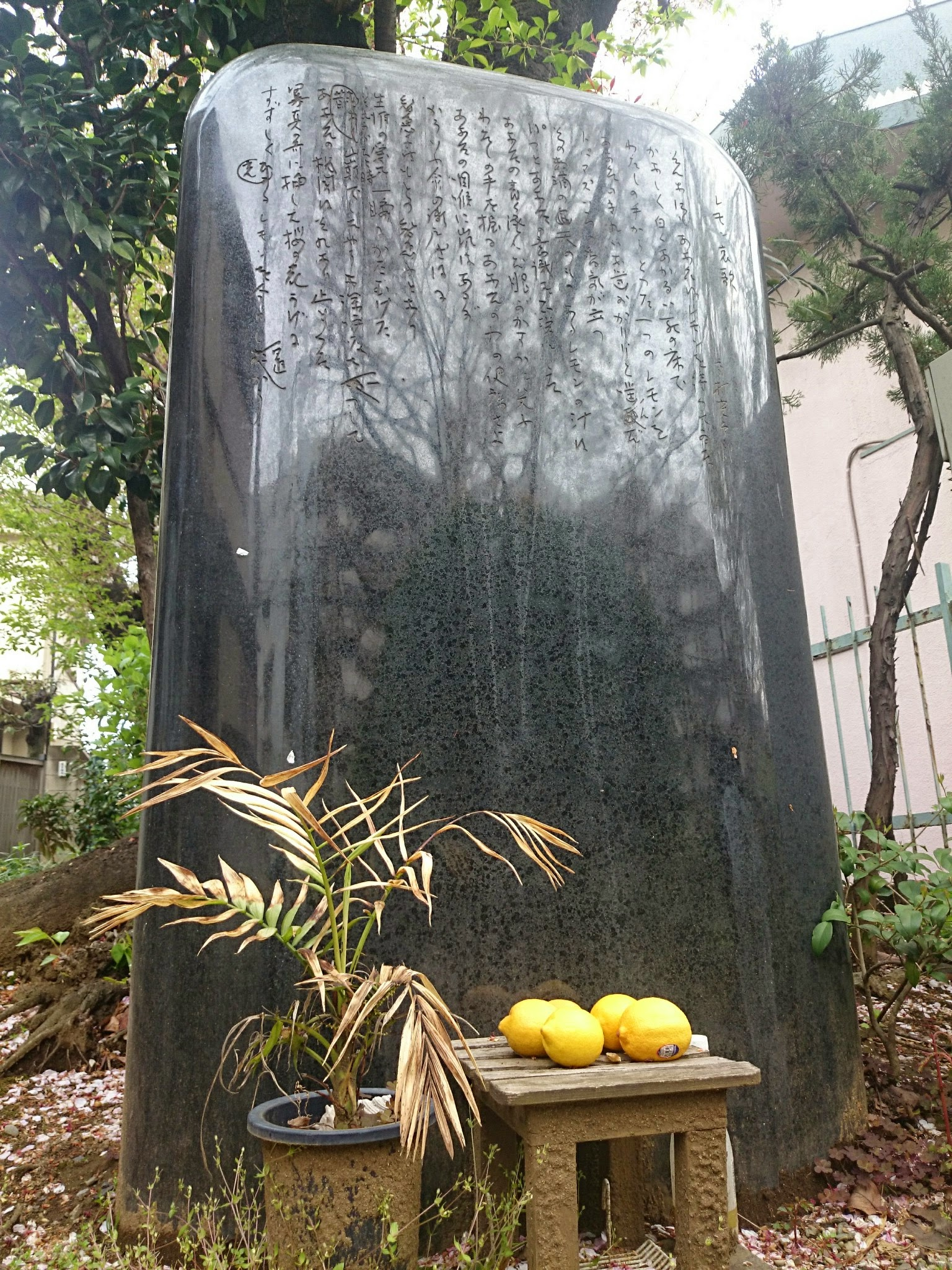
レモン哀歌の碑（ゼームス坂病院跡地）

智恵子の置かれた過酷な状況は、光太郎にとって生活や仕事の一切を犠牲にすることを余儀なくされた。そして自宅療養もいよいよ限界となり、1935年（昭和10年）2月、知人の紹介で南品川のゼームス坂病院に智恵子を入院させた。その後、看護師となっていた智恵子の姪・春子の助けを得ながら1938年（昭和13年）10月5日、同所で智恵子を看取ることになる。
智恵子との死別後、光太郎は『智恵子の半生』の中で次のように振り返っている。

## 人物
ニューヨーク留学以前はユージン・サンドウが世に広めた「サンドウ式体操」で肉体を鍛えた。ニューヨーク留学時に通学した芸術学校のクラスメイトが頻繁に光太郎の作品に悪戯をした。これに光太郎は立腹したが、レスリング経験のある主犯格の男と教室を舞台に高村は柔道の試合スタイル、相手の男はボクシングのスタイルで試合をすることとなった。光太郎はサンドウ式体操で鍛えた腕力で相手の男を締め上げ、それ以降クラスメイトからの悪戯はなくなった。晩年「作品への悪戯がなくなり幸いであった」と懐述している。

## 主な著作
詩集
- 道程
- 智恵子抄
- 大いなる日に
- をぢさんの詩
- 記録
- 典型
- 智恵子抄 その後 - 詩文集
- 典型以後 - 没後刊行
- 猛獣篇 - 没後刊行

歌集
- 白斧

美術評論
- 印象主義の思想と芸術
- 美について
- 造形美論

随筆
- 某月某日　竜星閣 1943
- 獨居自炊（独居自炊）  竜星閣 1951
- 山の四季　 中央公論社 1956

翻訳
- ロダンの言葉 - 各・初訳は大正初期
- 天上の炎（エミール・ヴェルハーレン） 初版は新しき村出版部
- 回想のゴッホ（妹・エリーザベト・ファン・ゴッホ）
- 自選日記（ウォルト・ホイットマン）

### 全集・作品集
文庫詩集は現在、新潮文庫、岩波文庫、集英社文庫、ハルキ文庫版で刊行
- 高村光太郎秀作批評文集 美と生命（前篇+後篇）（書肆心水、2010年）
- ロダンの言葉（講談社文芸文庫〈現代日本の翻訳〉、岩波文庫）
- 緑色の太陽 芸術論集（岩波文庫、1982年、復刊2010年ほか）
- 全集（筑摩書房、1957年 - 1958年に全18巻・別巻1、1976年に新版、1994年 - 1998年に増訂版全22巻）

## 主な美術作品

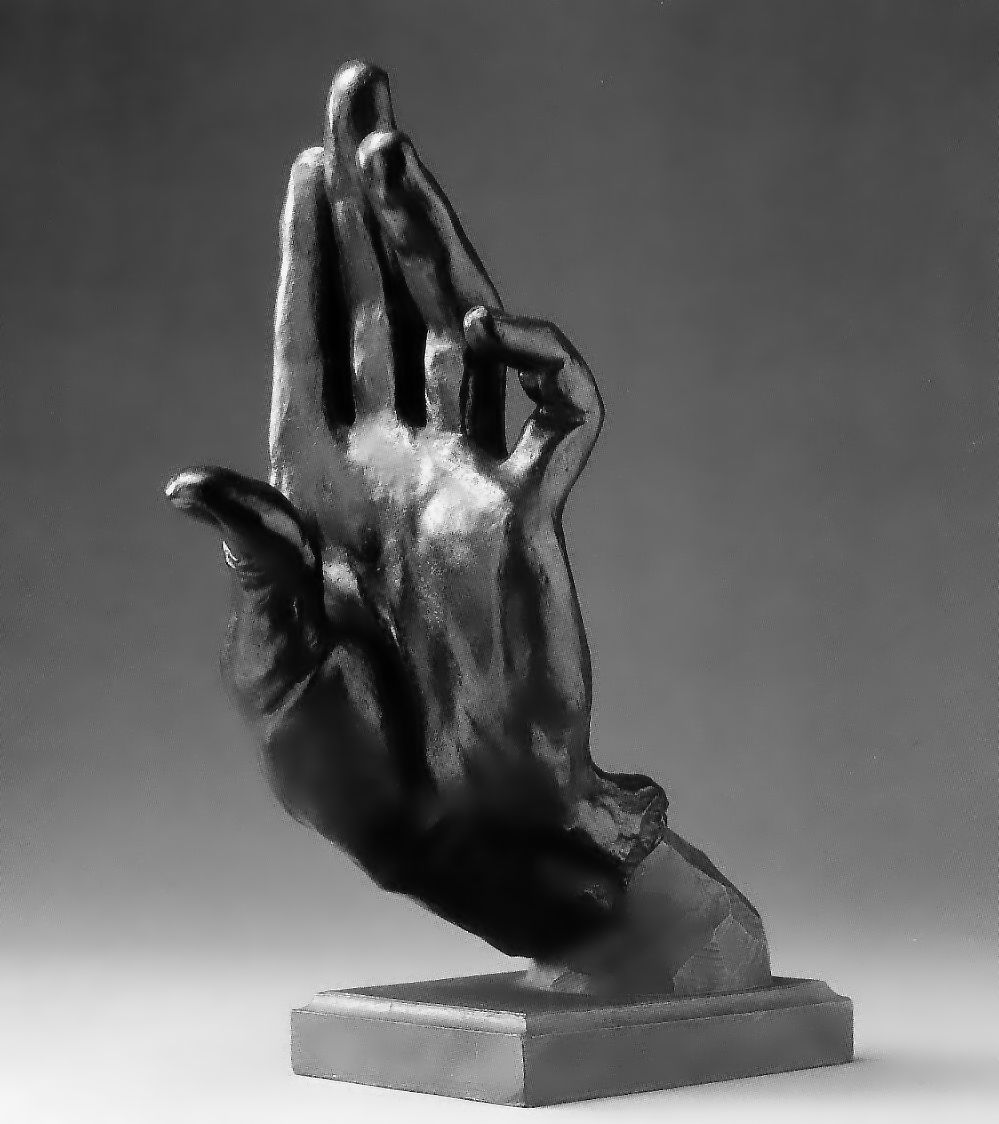
手（1918年）ブロンズ、30x29x15cm

彫刻
- 手（東京国立近代美術館所蔵）
- 柘榴（ざくろ／木彫）（個人所蔵）
- 蓮根（れんこん／木彫）（個人所蔵）
- 鯰（なまず/木彫）（東京国立博物館所蔵）
- 裸婦坐像
- 成瀬仁蔵胸像（日本女子大学構内）
- 光雲一周忌記念胸像（東京芸術大学構内）
- 乙女の像（青森県十和田湖畔）

彫刻作品も、多くの美術教科書に載っている。
書
- 有機無機帖（日本近代文学館所蔵）など
- 「プラスなるもの食と美」（個人所蔵）